# Rinaldo da Villafranca
Rinaldo Cavalchini, noto poi come Rinaldo da Villafranca (Villafranca di Verona, 1291 – Verona, 20 settembre 1362), è stato un poeta, grammatico e umanista italiano.

## Biografia
Nacque a Villafranca, paese nella provincia di Verona, da Oliviero Cavalchini, notaio, e da sua moglie Tantobella. Grazie alle possibilità economiche della famiglia, benestante, il giovane Rinaldo si avvicinò agli studi letterari: ben presto, per avere accesso a diverse agevolazioni di studio, divenne chierico e cominciò ad insegnare privatamente. Entrò così a far parte della corte letteraria scaligera, una delle maggiori d'Italia, pur rimanendo sempre nel suo paese d'origine. Dal 1332, però, dovette trasferirsi stabilmente a Verona, dove lavorò attivamente per la famiglia Della Scala. Alla corte scaligera ebbe modo di entrare in contatto con i maggiori autori dell'epoca, come Dante e Petrarca. Conobbe Dante quando questi, residente a Verona, tenne una lezione intitolata Quaestio de aqua et terra nel 1320, nel complesso del Duomo della città. Petrarca era, invece, suo intimo amico, tanto che gli affidò l'educazione del figlio Giovanni. Rinaldo contribuì a diffondere la fama di Petrarca che, al suo ritorno da Avignone, raccomandò Rinaldo per un posto d'onore alla corte degli Angioini, rifiutato però dal poeta veronese. Rinaldo ebbe inoltre una prolifica scuola, e fu tra i più richiesti grammatici dell'epoca. Fra i suoi allievi i figli di Azzo da Correggio e Gasparo Squaro dei Broaspini, ma anche rampolli di importanti famiglie, come i Della Scala. Per i Della Scala Rinaldo compose numerosi testi di epitaffi.
Quando morì, Rinaldo aveva settantadue anni. Il marchese Scipione Maffei nel suo lavoro Verona Illustrata parlò di Rinaldo come uno dei maggiori esponenti della cultura letteraria preumanistica.